# Tetragnatha clavigera
Tetragnatha clavigera este o specie de păianjeni din genul Tetragnatha, familia Tetragnathidae, descrisă de Simon, 1887. Conform Catalogue of Life specia Tetragnatha clavigera nu are subspecii cunoscute.